# Association végétarienne de France
 (octobre 2019).
Pour les articles homonymes, voir AVF.
L’Association Végétarienne de France (AVF) est une association à but non lucratif française, de promotion et d'accompagnement de la société vers une transition alimentaire plus végétale. Elle représente la principale organisation œuvrant en faveur du végétarisme en France.

## Historique

### Structures pré-existantes
En 1971, une première organisation nommée Association Végétarienne de France (AVF) est fondée, celle-ci est dissoute en 1980.
Jean-José Ventura, membre de l'AVF, fonde alors l'Union nationale des végétariens (UNV) en 1973, L'union cesse en 1988.
La dernière présidente de l'UNV, Irene Fuhrmann, fonde Alliance végétarienne, une revue trimestrielle indépendante en 1985. En 1992, Lionel et Marie Reisler reprennent la revue, et en décembre 1994, ils fondent une association du même nom sur le modèle de la Vegetarian Society, laquelle lui accorde le droit d’utiliser le « V » de son propre logo.

### Association végétarienne de France
Le 3 février 2007, l'Alliance végétarienne change de dénomination sociale pour celui d'Association végétarienne de France.

## Objectifs et principaux arguments développés
En effet, dans son analyse du contexte où l’élevage et la consommation de produits d’origine animale ont un lourd impact en termes de souffrance animale, de pression sur les écosystèmes, de santé et de partage des ressources au niveau de la planète, elle estime que nos choix alimentaires sont profondément politiques et influencent notre environnement de manière déterminante[source détournée].
Elle considère en cela le végétarisme comme un levier simple et efficace pour améliorer la santé humaine, respecter les écosystèmes, réduire les déséquilibres alimentaires mondiaux et lutter contre la souffrance animale.

## Philosophie
Le travail de l'AVF est fondé sur la notion d'altruisme efficace : « L’AVF œuvre aussi efficacement que possible pour stimuler la transition alimentaire vers une alimentation plus végétale, afin de faire diminuer au maximum la consommation et la production de produits d’origine animale (viandes, poissons, œufs, laits, miel…) à l’échelle de la société. Son action est décidée et mise en place avec pour moteur la recherche d’un impact maximal, plutôt que sur la base de critères idéologiques ». L’AVF porte une vision inclusive et solidaire de la société. Sa démarche s'inscrit dans une volonté de justice et de solidarité. Elle se soucie donc des intérêts de tous les acteurs concernés par la transition alimentaire qu'elle encourage, et souhaite engager des échanges constructifs avec les décideurs politiques et l’ensemble de la société civile sur cette question.
Bien que le choix d’une alimentation végétale puisse s’inscrire dans une dynamique spirituelle ou religieuse, l’AVF reste strictement laïque, indépendante de toute religion et de tout mouvement religieux.
L’AVF est également indépendante des structures et des partis politiques. L’AVF agit pour que l’ensemble des partis et formations politiques s’impliquent en faveur de la transition alimentaire vers un modèle plus végétal. Elle soutient par ailleurs toute initiative ou proposition dans le domaine politique qui favorise les intérêts des animaux, l’écologie et la justice sociale.
L’AVF se sent solidaire des mouvements de lutte contre toutes formes de racisme, sexisme, homophobie, capacitisme, âgisme ou toute autre inégalité ou forme de discrimination fragilisant les bases d’une société juste, inclusive et solidaire. À titre d’exemple, l’AVF s’efforce d’utiliser dans sa communication une écriture inclusive favorisant l’égalité des représentations entre les femmes et les hommes.

## Actions
L’AVF agit à la fois au niveau local, national et international.

### Synthèse et diffusion d’informations sur le végétarisme et le végétalisme
Avec l'aide d'une commission nutrition santé et d'une commission écologie, constituées d'experts de ces sujets, l’AVF collecte et synthétise des informations sur la nutrition, la santé, et l’impact écologique de l’alimentation. Elle les diffuse sous la forme de documents pédagogiques à destination du grand public. Elle édite trimestrellement la revue d'information Virage (depuis avril 2019, anciennement Alternatives végétariennes) et intervient dans les autres médias,,,,,. Avec l'aide de ses 50 délégations régionales, elle anime des débats et conférences sur l'ensemble du territoire français.

### Accompagnement du grand public
L’AVF apporte un accompagnement à toutes les personnes qui souhaitent cheminer vers une alimentation végétale, et éventuellement devenir végétariennes ou véganes. Elle tient des stands et organise des rendez-vous conviviaux (pique-niques, repas partagés au restaurant…),,.
Elle est aussi à l'origine de deux campagnes de long terme. La campagne Défi Veggie, lancée à l'automne 2015 (et qui prend donc le relai du Défi VG initié en 2011) dans l'optique de la conférence de Paris de 2015 sur les changements climatiques, se propose de faire découvrir l'alimentation végétarienne et végétale et d'aider ceux qui le souhaitent à adopter une alimentation plus végétale pendant une période prédéfinie pour réduire son empreinte environnementale. Les participants au défi s'engagent à manger 100 % végétal pendant une durée déterminée au cours de laquelle l'AVF leur fournit des outils pour se documenter. L'organisation de cours de cuisine, de rencontres avec des diététiciens, de courses et d'ateliers culinaires en équipe, le tout accompagné par des coachs bénévoles, rend ce défi pratique, pragmatique et chaleureux. La campagne 1•2•3 Veggie fournit tous les outils nécessaires aux personnes souhaitant transiter vers une alimentation plus végétale. Au travers d'ateliers culinaires, de propositions de recettes et d'astuces, cette campagne forme les personnes intéressées à la cuisine végétarienne et végane, illustrant par la même occasion la diversité et la sapidité des plats sans viande ni poisson. La banque de recettes du site d'1•2•3 Veggie est nourrie par les contributions de plusieurs partenaires comme le cuisinier Sébastien Kardinal ou les rédactrices de blogs culinaires comme « Pimp me green », « Tasting good naturally » et « The Curious Mango ». Une lettre d'information permet de recevoir de nouvelles recettes et des astuces culinaires gratuitement chaque semaine.

### Accompagnement des entreprises
L’AVF certifie les produits végétariens et véganes au travers du V-Label, un label européen indépendant de tout intérêt privé qui permet d'informer clairement les consommateurs et de valoriser les produits concernés,. Bonneterre, Naturalia, Léa Nature, Bonduelle, Michel et Augustin mais aussi Charles et Alice ont ainsi, parmi d'autres marques, certifié des produits de leurs gammes. L'AVF accompagne les producteurs et les distributeurs dans le développement et la vente de leurs produits végétariens et véganes au travers de conseil et d'un travail d'expertise. La présence de produits végétariens et véganes sur la carte printemps 2018 de la SNCF est ainsi le fruit d'une collaboration entre l'AVF et la compagnie ferroviaire française.
La collaboration entre l’AVF et certaines entreprises ne signifie pas que cette association cautionne l’ensemble de leur activité ; elle souhaite juste encourager leurs initiatives véganes et végétariennes.

### Action et campagnes politiques
L’AVF sollicite les acteurs associatifs et politiques sur les questions de transition alimentaire et à stimuler le débat. Elle est une interlocutrice des institutions officielles sur les questions liées à la transition alimentaire, au végétarisme et au véganisme.
En 2017, l'AVF propose un programme politique en 10 mesures, soutenu par 2 candidats aux présidentielles et plus de 1000 candidats aux législatives. En 2019, à l'occasion des élections européennes, elle soumet à l'ensemble des partis politiques des propositions de mesures permettant une transition agricole et alimentaire à l'échelle européenne et regroupe les résultats sur son site consacré à l'observation des engagements politiques vis-à-vis du végétarisme vegepolitique.fr.
En collaboration avec d'autres associations, comme Greenpeace, l'AVF obtient une évolution de la loi concernant la restauration collective, imposant dès l'automne 2019 la proposition d'un menu végétarien au moins une fois par semaine dans toutes les cantines scolaires,.
L'AVF est également partenaire de l'association de lobbying pour la cause animale convergence animaux politique.

### Formation des professionnels de la restauration collective
Fin 2017, l’AVF lance un programme destiné à accompagner les professionnels de la restauration collective qui souhaitent mettre en place des menus végétariens. Au travers de rencontres avec les élus locaux, les parents d'élèves et les professionnels de la restauration collective, elle relève les potentielles difficultés s'opposant à la végétalisation de l'offre alimentaire en milieu scolaire pour créer des outils aptes à les surmonter.
Au printemps 2019, l'AVF lance son site « Végécantines », une boite à outils destinée aux acteurs de terrain, aux usagers et aux influenceurs pour développer et améliorer les menus végés en restauration collective.

### International
Depuis 1998, l'AVF relaie en France la journée mondiale du végétarisme la première semaine d'octobre. L’AVF est membre de l’Union végétarienne européenne (EVU) avec qui elle participe à des réunions de travail internationales. Elle échange aussi avec ses homologues européennes, comme ProVeg Deutschland (de). En 2010, elle reçoit une subvention de l’Europe dans le cadre du « Programme européen d'éducation et de formation tout au long de la vie » (Partenariats éducatifs Grundtvig).

## Identités visuelles

Premier logo de l'Alliance végétarienne.
Logo de l'Alliance végétarienne en 2004.
Logo de l'AVF en 2011.
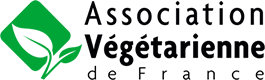
Logo en 2015.
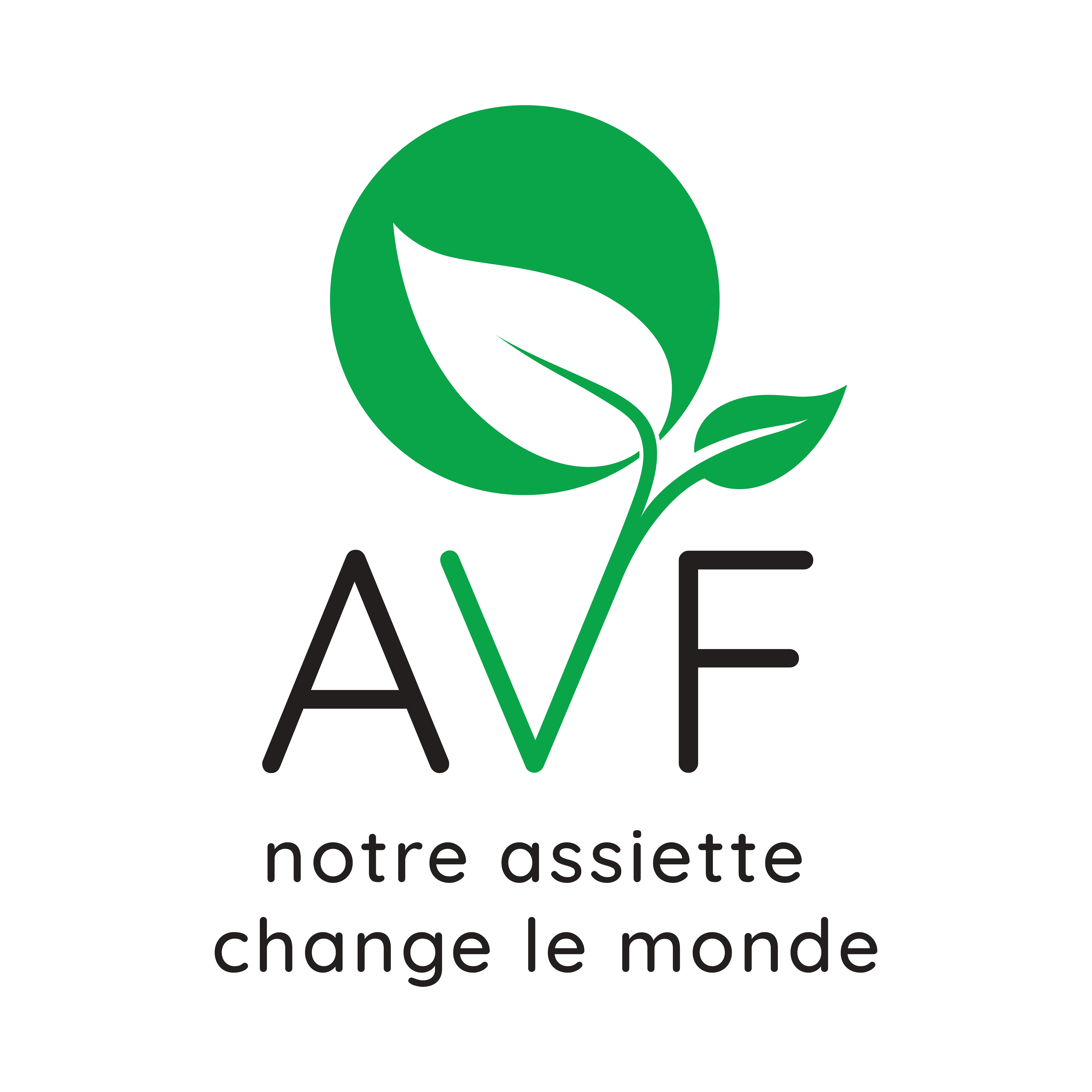
Logo depuis 2021.